# Conthey (huyện)
Huyện Conthey (tiếng Pháp: District du Conthey, tiếng Đức: Bezirk Conthey) là một huyện hành chính của Thụy Sĩ. Huyện này thuộc bang Bang Valais. Huyện Conthey có diện tích 234 km², dân số theo thống kê của cục thống kê Thụy Sĩ năm 1999 là 20412 người. Trung tâm của huyện đóng ở Conthey. Mã của huyện là 2302.